# Eva Brandt (Schriftstellerin)
Eva Brandt (* 21. Januar 1933 in Oschersleben, Freistaat Preußen) ist eine deutsche Zuckertechnologie-Ingenieurin und niederdeutsche Autorin.

## Leben
Brandt wuchs in der Magdeburger Börde auf und ging in ihrer Geburtsstadt zur Schule. Nach dem Abitur studierte sie in Köthen Zuckertechnologie, wurde Ingenieurin und arbeitete anschließend in Berlin für die Zucker-Zeitung. Sie heiratete den Chemiker Hans Brandt, zog mit ihm 1964 nach Schwedt und wurde dort Mitarbeiterin im Stadtmuseum. 1985 kehrte sie nach Oschersleben zurück und arbeitete dort, bis zu ihrer Pensionierung, als Museumspädagogin.
Privat widmet sich Brandt  der Pflege der Niederdeutschen Sprache, besonders des ostfälischen Platts. Seit 1990 hat sie über 1000 plattdeutsche Kolumnen für die in Magdeburg erscheinende Volksstimme geschrieben, von denen es einige auch in Buchform gibt. Des Weiteren schrieb sie auch einige Kinderbücher.
Eva Brandt ist verheiratet und lebt in ihrem Geburtshaus in Oschersleben.

## Ehrungen
- 2001: Preis beim Literaturwettbewerb des Ostfälischen Instituts

## Werke
- Da möwwe dorch, eine Auswahl von Kolumnen in ostfälischem Platt, Selbstverlag, Oschersleben ca. 2000, ISBN 3-00-007711-1
- Struppi – dat Hunnekind: Dat erste Jahr in Struppin sien'n Leb'n, eine Geschichte für Kinder in ostfälischem Platt, Landesheimatbund Sachsen-Anhalt, Magdeburg 2001
- Könnt Jie dat naafeuhln?, eine Auswahl von Kolumnen in ostfälischem Platt, Selbstverlag, Oschersleben 2002, ISBN 3-00-009600-0
- Haanebüchen, eine Auswahl von Kolumnen in ostfälischem Platt, Selbstverlag, Oschersleben 2003, ISBN 3-00-012291-5
- Struppi passt op, Hundegeschichte für Kinder in ostfälischem Platt mit Zeichnungen von Friedrich Rühmland, Landesheimatbund Sachsen-Anhalt, Magdeburg 2005, ISBN 3-928466-80-1
- Datau mot ick wat sejjen, Kolumnen in ostfälischem Plattdeutsch, Hrsg.: Braunschweigische Landschaft, Verlag Uwe Krebs, Wendeburg 2010, ISBN 978-3-932030-52-9